# Quintus Sulpicius Camerinus Cornutus (Konsul 490 v. Chr.)
Quintus Sulpicius Camerinus Cornutus ist eine Gestalt der frühen Römischen Republik und gilt als Konsul des Jahres 490 v. Chr. Sein Amtskollege war Spurius Larcius. Das Paar fehlt bei Livius; bei Dionysios (VII 68, 1) wird Sulpicius als Κόϊντος Σουλπίκιος Καμερῖνος geführt.
Er wird von Dionysios auch zu den fünf Konsularen gezählt, die im Jahr 488 v. Chr. als Gesandte zu Coriolan gingen. Eine Verwandtschaft mit dem älteren Servius Sulpicius Camerinus Cornutus ist mutmaßlich.